# IEC-stik
IEC-stik er stik fra standardiseringsorganisationen International Electrotechnical Commission.
Der er flere specialiseringer:
- Coax-IEC-stik - meget udbredt antennestik
- 230V IEC-stik - topolet og trepolet apparatstik med flade eller runde ben og kan have jordben

- IEC-stik 60320 C1
- IEC-stik, C5